# Café Filosófico
Café Filosófico é um programa de televisão brasileiro, transmitido pela TV Cultura. Trata-se do resultado de uma parceria desta emissora com a CPFL Energia, através da qual resultou a criação de três programas distintos: o Café Filosófico em si, o programa Invenção do Contemporâneo e o Balanço do Século XX, Paradigmas do Século XXI.

## Histórico
O nome remonta a uma tradição existente desde pelo menos o Século XIX, originalmente francesa, de encontros informais em que se discutem ideias, animados por uma pessoa de formação intelectual, geralmente (mas não sempre) um professor de Filosofia. Inicialmente realizados no Brasil pela Livraria Cultura, em São Paulo, e apresentados por Olgaria Matos (então professora de Filosofia na USP), estes encontros posteriormente foram realizados em vários estados do Brasil, destacando-se o promovido em Campinas, pela CPFL, cujo primeiro a debater um tema foi Renato Janine Ribeiro. Este tem sido o formato exibido desde então na TV Cultura.

## Apresentadores
- sem apresentador (2003–07)
- Chris Couto (2008)
- Stella Gulo Baster (2009)
- Daniela Wahba (2010–13)
- Germano Melo (2010–13)
- Adriana Couto (2014–16)
- Otávio Martins (2017)
- Kiko Bertholini (2018–presente)
- Clarissa Kriste (2018–presente)

## Ligações Externas
- «Sítio oficial»